# That'll Be the Day (film)
Pour les articles homonymes, voir That'll Be the Day.
Pour plus de détails, voir Fiche technique et Distribution.
That'll Be the Day est un film britannique écrit par Ray Connolly et réalisé par Claude Whatham en 1973. Il met en scène David Essex et Ringo Starr.